# 100 East Pratt Street
100 East Pratt Street es un edificio ubicado en Pratt Street en el distrito de Inner Harbor de Baltimore, Maryland (Estados Unidos). Consta de un edificio de concreto de diez pisos terminado en 1975 y una torre de vidrio y acero de 28 pisos finalizada en 1992.

## Historia
El edificio de hormigón original fue diseñado por Emery Roth & Sons y Pietro Belluschi, un líder del Movimiento Moderno en arquitectura. La palada inicial en el sitio fue dada en 1973 y la construcción terminó en 1975.
En el contexto de una recesión económica a nivel nacional y el colapso de las industrias portuarias tradicionales de Baltimore, los valores evaluados de las propiedades del centro disminuyeron significativamente en 1977, incluyendo 100 East Pratt, que luego fue arrendado por IBM. Después de más turbulencias económicas y políticas en la década de 1980, la construcción del edificio fue renovada y terminada en 1992 por Skidmore, Owings & Merrill.
En 1997, la firma del edificio fue comprada por Boston Properties y luego comprada por Wells Real Estate en 2005 por 205 millones de dólares, y se agregó a la cartera de Wells REIT II. En 2013, la cartera se convirtió en su propia empresa y el nombre se cambió a Columbia Property Trust, después de lo cual, en 2016, Columbia Property Trust vendió el edificio Pratt a Vision Properties, con sede en Nueva Jersey, por 187 millones de dólares.

## Arquitectura
Hoy, el edificio se erige como una torre de 128 m hecha de aluminio, vidrio y acero. El edificio contiene más de 56 000 m²   de oficinas, locales comerciales y espacio para conferencias, así como un gimnasio en su duodécimo piso. Además de la torre principal de vidrio de veintiocho pisos, hay dos estructuras contiguas más pequeñas: un edificio de oficinas de concreto de diez pisos con orientación sur y una estructura de estacionamiento de ocho niveles con casi mil espacios de estacionamiento. La celosía en el techo del edificio, aunque atractiva y capaz de ser iluminada decorativamente, no es ornamental: proporciona suspensión para la fachada sur.

## Inquilinos
Los inquilinos actuales de espacios de oficinas incluyen empresas de servicios financieros como T. Rowe Price, Merrill Lynch y PricewaterhouseCoopers. Los inquilinos que ocupan espacios comerciales a nivel de la calle incluyen Starbucks, Brio Tuscan Grille y JoS. A. Paños de banco.